# David J. Stevenson

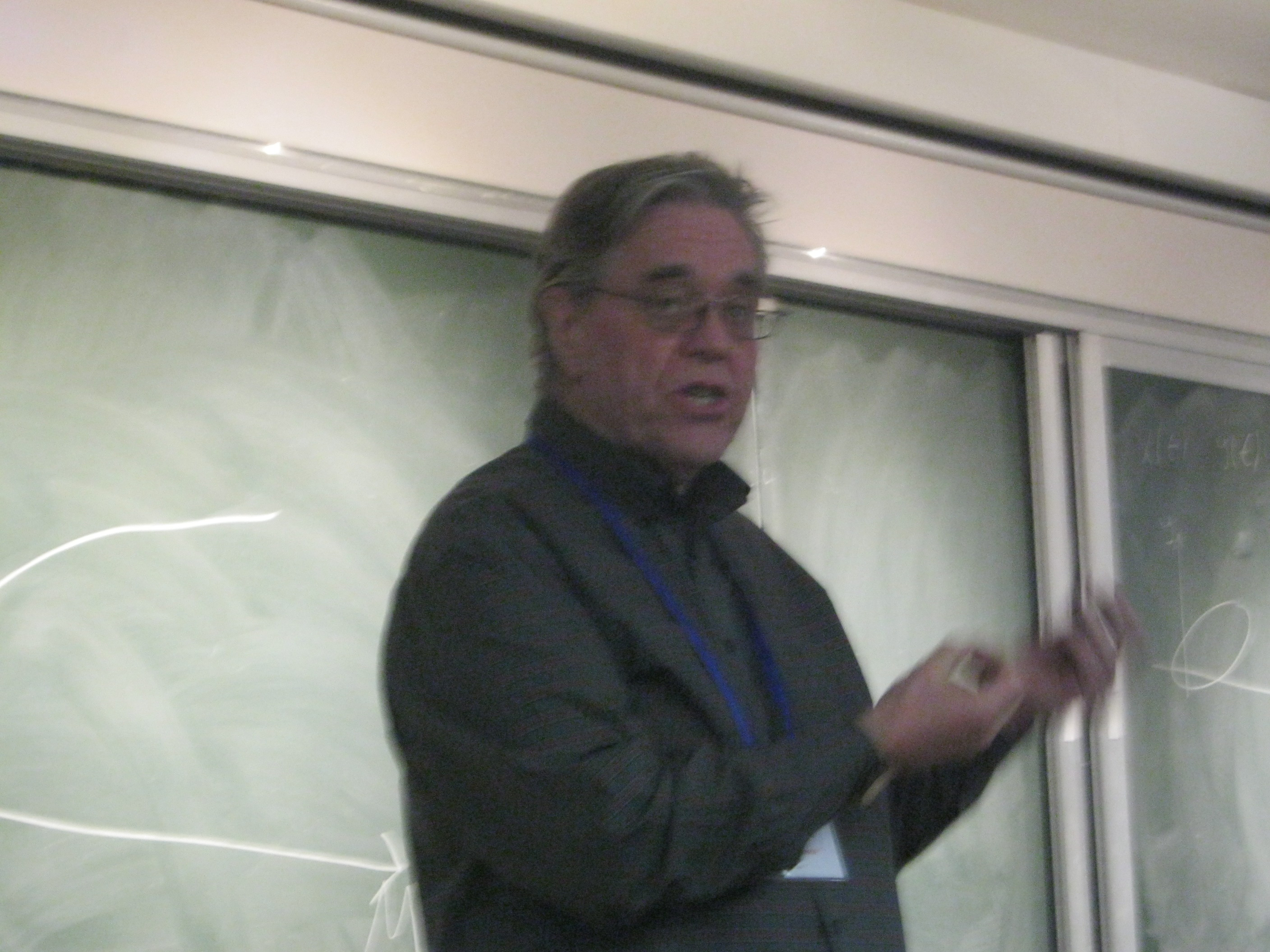
David J. Stevenson

David J. Stevenson (* 2. September 1948 in Neuseeland) ist ein neuseeländischer Planetologe.

## Leben und Leistungen
Stevenson absolvierte im Jahr 1972 die Victoria University in Neuseeland. Er promovierte im Jahr 1976 an der Cornell University.
Stevenson ist Professor für Planetologie am California Institute of Technology (Caltech) in den USA. Er leistete zahlreiche Beiträge zur Physik der Planeten und großen Monde, insbesondere zur Entstehung und Entwicklung des Erdmondes, der thermischen Entwicklung des Mars, der Kernbildung und Dynamotheorie von Planeten, der Dynamik von Ozeanen auf den Jupitermonden und der Dynamik von Schmelzen im Erdinnern.
Im Jahr 2003 erlangte er durch einen Artikel in Nature Aufmerksamkeit, in dem er eine Methode zur Erkundung des Erdinneren vorschlug, mit der man (im Gegensatz zu herkömmlichen Tiefbohrungen) eine sehr große Tiefe erreichen könnte. Danach würde eine große Menge geschmolzenen Eisens durch seine hohe Temperatur und Dichte bis zum Erdkern absinken und dabei eine Sonde mitführen.
Stevenson erhielt im Jahr 1984 den Harold-C.-Urey-Preis der American Astronomical Society und 2022 die William Bowie Medal der American Geophysical Union. Er ist Mitglied der Royal Society und seit 2004 der National Academy of Sciences. Der Asteroid (5211) Stevenson ist nach ihm benannt.